# Pseudoclathrus cylindrosporus
Pseudoclathrus cylindrosporus är en svampart som beskrevs av B. Liu & Y.S. Bau 1980. Pseudoclathrus cylindrosporus ingår i släktet Pseudoclathrus och familjen stinksvampar.   Inga underarter finns listade i Catalogue of Life.